# Helius (Helius) tetracradus
Helius (Helius) tetracradus is een tweevleugelige uit de familie steltmuggen (Limoniidae). De soort komt voor in het Neotropisch gebied.